# Торрес, Эрик
Э́рик Эсте́фано То́ррес Пади́лья (исп. Erick Estéfano Torres Padilla; род. 19 января 1993, Гвадалахара, Мексика) — мексиканский футболист, нападающий клуба «Гуанакастека».

## Биография

### Клубная карьера
Эрик попал в первую команду «Гвадалахары» в 2010 году и был многообещающим молодым игроком этого клуба. Также он был капитаном и лидером состава «Гвадалахары» до 17 лет. В ноябре 2010 года Эрик результативно дебютировал за «Гвадалахару» в матче против «Монтеррея» (2:3). 10 апреля 2011 года Эрик забил в своём первом «суперклассико» с «Америкой», закончившемся полным поражением оппонентов со счётом 3:0. По итогам Клаусуры 2011 он стал вторым после Марко Фабиана бомбардиром «Гвадалахары».
В июле 2013 года отдан в аренду в «Чивас США» и провёл в клубе полтора сезона. Дебютный матч сыграл 18 июля 2013 года против «Торонто» и на 79-й минуте матча забил победный гол. В следующем сезоне забил 15 голов и побил клубный рекорд по результативности за сезон, ранее принадлежавший Анте Разову, кроме того, Торрес забивал мячи в шести матчах подряд. В августе 2014 года участвовал в Матче всех звёзд MLS.
В декабре 2014 года «Чивас» прекратил существование, и в услугах футболиста заинтересовалось «Хьюстон Динамо», Торрес подписал с клубом контракт по правилу назначенного игрока. В рамках соглашения между MLS и прежним клубом игрока «Гвадалахарой», форварда отдали в полугодичную аренду, за это время он сыграл 5 матчей в чемпионате Мексики и забил 2 гола. В июле 2015 года Торрес вернулся в США и дебютировал в составе «Хьюстон Динамо» 21 июля в матче четвертьфинала Открытого кубка США против «Спортинга Канзас-Сити». В своём новом клубе футболист не является игроком основного состава — из своих 18 сыгранных матчей, в 13-ти он выходил на замену и за это время не забил ни одного гола. 3 сентября 2016 года Торрес был взят в аренду «Крус Асуль» до конца апертуры 2016 с опцией выкупа. 4 марта 2017 года в матче стартового тура сезона против «Сиэтл Саундерс» забил свой первый гол за «Хьюстон Динамо».
25 января 2018 года перешёл в «УНАМ Пумас». По сведениям мексиканской прессы стоимость трансфера составила $1,9 млн.
4 июня 2018 года перешёл в «Тихуану».
31 июля 2020 года Торрес подписал контракт с «Атлантой Юнайтед» в качестве замены травмированному игроку до конца сезона. За «Атланту» дебютировал 22 августа в матче против «Нэшвилла». 28 октября в матче против «Орландо Сити» забил свой первый гол за «Атланту». По окончании сезона 2020 «Атланта Юнайтед» не продлила контракт с Торресом, но 3 февраля 2021 года клуб переподписал игрока. По окончании сезона 2021 «Атланта Юнайтед» не стала продлевать контракт с Торресом.
13 января 2022 года Торрес присоединился к клубу Чемпионшипа ЮСЛ «Ориндж Каунти». Дебютировал за «Ориндж Каунти» 12 марта в матче стартового тура сезона 2022 против «Колорадо-Спрингс Суитчбакс». 16 апреля в матче против «Сакраменто Рипаблик» забил свой первый гол за «Ориндж Каунти».
7 марта 2023 года Торрес подписал контракт с клубом «Лас-Вегас Лайтс». Дебютировал за «Лас-Вегас Лайтс» 12 марта в матче стартового тура сезона 2023 против «Рио-Гранде Валли Торос». 25 марта в матче против своего бывшего клуба «Ориндж Каунти» забил свой первый гол за «Лас-Вегас Лайтс».
Летом 2023 года Торрес перешёл в клуб чемпионата Коста-Рики «Гуанакастека».

### Карьера в сборной

#### Мексика (до 17 лет)
На Молочном кубке 2010 Эрик был основным форвардом мексиканцев. Его сборная заняла четвёртое место на этом турнире.

#### Мексика (до 20 лет)
За эту сборную он провёл восемь матчей и забил один гол. Эрик участвовал на молодёжном чемпионате мира в Колумбии, где был самым молодым игроком в составе мексиканцев и выступал под десятым номером. Сборная Мексики выиграла бронзовые медали этого турнира.

#### Мексика (до 23 лет)
В 2012 году Эрик провёл четыре матча за эту сборную, забил гол в ворота панамской команды. На олимпийский футбольный турнир 2012 ему попасть не удалось. Перед Олимпиадой-2016 Торрес участвовал в отборочном турнире и помог Мексике выиграть его, забив 3 гола в четырёх матчах.

#### Национальная сборная
Впервые вызван в национальную команду в сентябре 2014 года тренером Мигелем Эррерой. Дебютный матч сыграл 10 сентября 2014 года против Боливии. В своей третьей игре, 12 октября 2014 года против Панамы забил свой первый гол, на 89-й минуте встречи, ставший победным в этом матче.
Торрес был включён в заявку сборной Мексики на Золотой кубок КОНКАКАФ 2017 за несколько дней до начала турнира, заменив выбывшего из-за травмы Алана Пулидо.

## Клубная статистика
| Выступление      | Выступление      | Выступление      | Лига | Лига | Кубок | Кубок | Континент | Континент | Прочие | Прочие | Итого | Итого |
| Клуб             | Лига             | Сезон            | Игры | Голы | Игры  | Голы  | Игры      | Голы      | Игры   | Голы   | Игры  | Голы  |
| ---------------- | ---------------- | ---------------- | ---- | ---- | ----- | ----- | --------- | --------- | ------ | ------ | ----- | ----- |
| Гвадалахара      | Лига MX          | 2010/11          | 20   | 6    | 0     | 0     | —         | —         | —      | —      | 20    | 6     |
| Гвадалахара      | Лига MX          | 2011/12          | 25   | 7    | 0     | 0     | 3         | 0         | —      | —      | 28    | 7     |
| Гвадалахара      | Лига MX          | 2012/13          | 20   | 1    | 0     | 0     | 3         | 1         | —      | —      | 23    | 2     |
| Гвадалахара      | Лига MX          | 2014/15          | 5    | 2    | 9     | 3     | —         | —         | —      | —      | 14    | 5     |
| Гвадалахара      | Итого            | Итого            | 70   | 16   | 9     | 3     | 6         | 1         | —      | —      | 85    | 20    |
| Чивас США        | MLS              | 2013             | 15   | 7    | 0     | 0     | —         | —         | —      | —      | 15    | 7     |
| Чивас США        | MLS              | 2014             | 29   | 15   | 1     | 0     | —         | —         | —      | —      | 30    | 15    |
| Чивас США        | Итого            | Итого            | 44   | 22   | 1     | 0     | —         | —         | —      | —      | 45    | 22    |
| Хьюстон Динамо   | MLS              | 2015             | 11   | 0    | 1     | 0     | —         | —         | —      | —      | 12    | 0     |
| Хьюстон Динамо   | MLS              | 2016             | 11   | 0    | 0     | 0     | —         | —         | —      | —      | 11    | 0     |
| Хьюстон Динамо   | MLS              | 2017             | 27   | 14   | 0     | 0     | —         | —         | 4      | 0      | 31    | 14    |
| Хьюстон Динамо   | Итого            | Итого            | 49   | 14   | 1     | 0     | —         | —         | 4      | 0      | 54    | 14    |
| Крус Асуль       | Лига MX          | 2016/17          | 3    | 0    | 0     | 0     | —         | —         | —      | —      | 3     | 0     |
| Крус Асуль       | Итого            | Итого            | 3    | 0    | 0     | 0     | —         | —         | —      | —      | 3     | 0     |
| УНАМ Пумас       | Лига MX          | 2017/18          | 5    | 0    | 3     | 2     | —         | —         | —      | —      | 8     | 2     |
| УНАМ Пумас       | Итого            | Итого            | 5    | 0    | 3     | 2     | —         | —         | —      | —      | 8     | 2     |
| Тихуана          | Лига MX          | 2018/19          | 13   | 1    | 5     | 1     | —         | —         | —      | —      | 18    | 2     |
| Тихуана          | Лига MX          | 2019/20          | 12   | 3    | 6     | 2     | —         | —         | —      | —      | 18    | 5     |
| Тихуана          | Итого            | Итого            | 25   | 4    | 11    | 3     | —         | —         | —      | —      | 36    | 7     |
| Атланта Юнайтед  | MLS              | 2020             | 13   | 1    | —     | —     | 1         | 0         | —      | —      | 14    | 1     |
| Атланта Юнайтед  | MLS              | 2021             | 20   | 0    | —     | —     | 2         | 0         | —      | —      | 22    | 0     |
| Атланта Юнайтед  | Итого            | Итого            | 33   | 1    | —     | —     | 3         | 0         | —      | —      | 36    | 1     |
| Ориндж Каунти    | USLC             | 2022             | 33   | 9    | 2     | 1     | —         | —         | —      | —      | 35    | 10    |
| Ориндж Каунти    | Итого            | Итого            | 33   | 9    | 2     | 1     | —         | —         | —      | —      | 35    | 10    |
| Лас-Вегас Лайтс  | USLC             | 2023             | 14   | 2    | 2     | 1     | —         | —         | —      | —      | 16    | 3     |
| Лас-Вегас Лайтс  | Итого            | Итого            | 14   | 2    | 2     | 1     | —         | —         | —      | —      | 16    | 3     |
| Гуанакастека     | Примера Дивисьон | 2023/24          | 19   | 10   | 3     | 1     | —         | —         | —      | —      | 22    | 11    |
| Гуанакастека     | Итого            | Итого            | 19   | 10   | 3     | 1     | —         | —         | —      | —      | 22    | 11    |
| Всего за карьеру | Всего за карьеру | Всего за карьеру | 295  | 78   | 32    | 11    | 9         | 1         | 4      | 0      | 340   | 90    |

## Достижения
- Бронзовый призёр молодёжного чемпионата мира: 2011

## Стиль игры
Его стиль игры и футбольное развитие очень похожи на стиль нападающего «Манчестер Юнайтед» Хавьера Эрнандеса и поэтому их часто сравнивают. Однако сам Эрик считает, что его карьера ещё только начинается и поэтому он пройдёт свой собственный путь в футболе. На официальном сайте «Гвадалахары» он был описан как хороший созидатель с выдающимся завершением атаки.
Сайт Goal.com описывает Эрика как «имеющего быстрые ноги, хороший выбор позиции и большой талант. Их с Чичарито разделяет одна черта — он любит быстро перемещать мяч, играя в одно или два касания, а затем ворваться в штрафную площадь соперника».